# Platarctia borealis
Platarctia borealis är en fjärilsart som beskrevs av Heinrich Benno Möschler 1860. Platarctia borealis ingår i släktet Platarctia och familjen björnspinnare. Inga underarter finns listade i Catalogue of Life.